# Catharina van Alexandrië

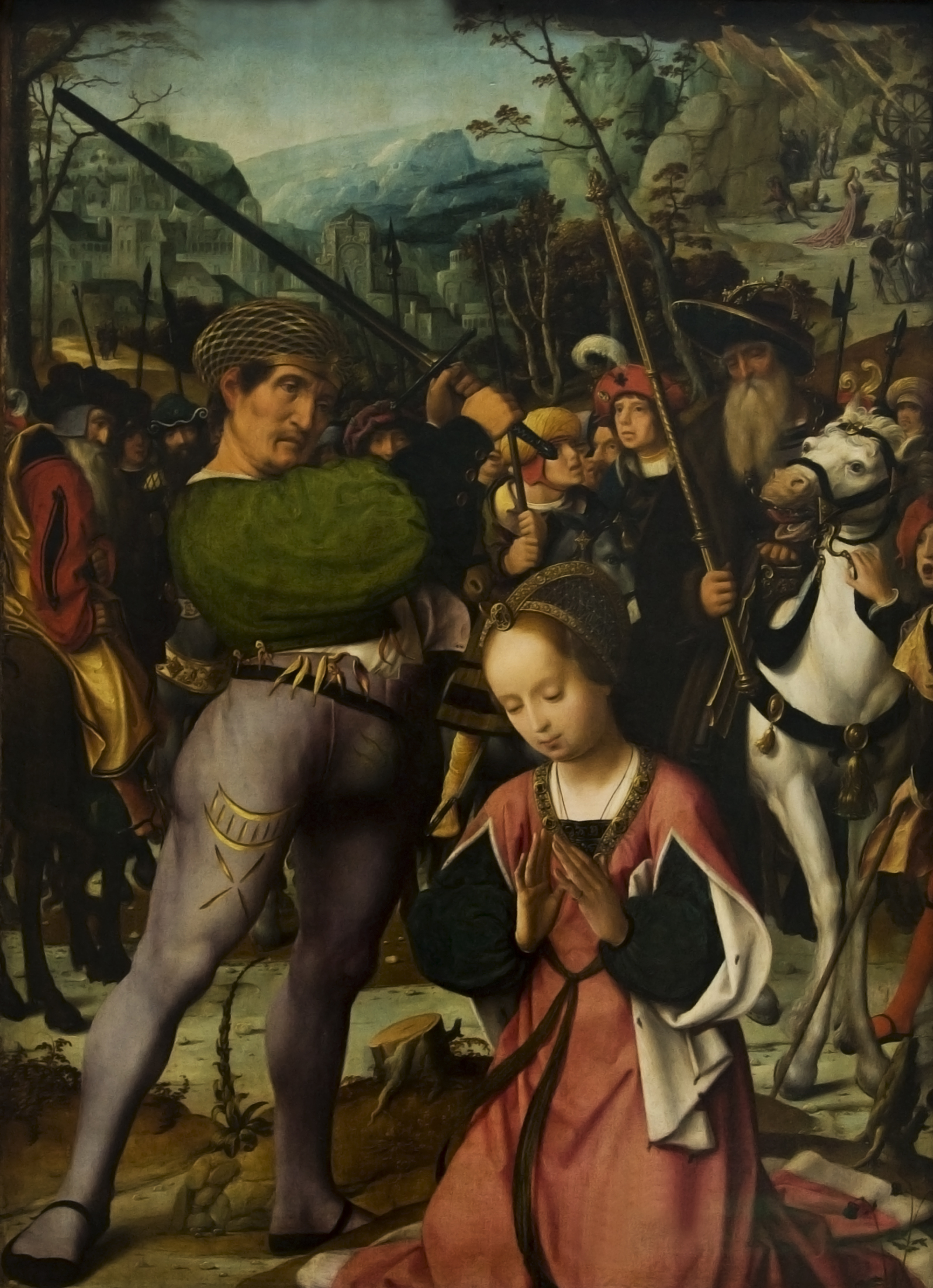
Marteldood van de heilige Catharina door Jan Provoost

Catharina van Alexandrië met aan haar rechtervoet keizer Maxentius, 1618.

Catharina van Alexandrië (Grieks: ἡ Ἁγία Αἰκατερίνη ἡ Μεγαλομάρτυς, ofwel 'De heilige Katharina, de grote martelares') († 25 november 307) behoort tot de populairste heiligen van de middeleeuwen. Haar naam is afgeleid van het Griekse woord katharós (καθαρός) dat "rein" of "zuiver" betekent. Door de geschiedenis heen is haar oorspronkelijk Griekse biografie (ca. 6e eeuw) zeer verweven geraakt met volksverhalen en nieuwe legenden; alleen op basis van de meest oorspronkelijke teksten kan iets betrouwbaars over haar leven gezegd worden.
Catharina is een van de veertien noodhelpers. Ze wordt aangeroepen als beschermster tegen de pest en ter bewaking van de kuisheid. Ook wordt ze soms gezien als beschermster tijdens de bevalling.

## Legende
Catharina kwam volgens de oudste overlevering uit een roemrijk patriciërsgeslacht en was de dochter van Costus, de gouverneur van Alexandrië. Ze kende alle werken van Plato uit haar hoofd toen ze nog maar vijftien was. Ze was Jezus met hart en ziel toegedaan, en beloofde hem haar maagdelijkheid. Nauwelijks had ze dat gedaan, of keizer Maxentius werd verliefd op haar. Op haar weigering om na zijn echtgenote de tweede dame aan het hof te worden, wilde hij haar dwingen haar geloof af te zweren onder bedreiging van gruwelijke folteringen. Ook stuurde hij veertig heidense filosofen op haar af om haar te bekeren, maar in plaats van Catharina te bekeren tot het heidendom werden de geleerden tijdens de discussie met Catharina bekeerd tot het christendom. Daarop wilde de keizer haar laten verpletteren met een rad waarop scherpe ijzeren punten waren gemonteerd. In plaats van Catharina brak echter het rad, getroffen door de bliksem. Hij wilde haar laten verbranden, maar het vuur waaide uiteen en verbrandde de beulen. Uiteindelijk lukte het dan toch haar te onthoofden. Uit haar halswond stroomde melk die de stad van de pest bevrijdde. Haar lichaam werd door engelen naar de Sinaïberg gebracht, waar het rond het jaar 800 door pelgrims teruggevonden werd. Het was nog steeds in goede staat. Naast de berg werd later het Katharinaklooster gebouwd.

## Verering
In de 11e eeuw ontstond in Normandië een Latijnse vertaling van haar martelverhaal, de Passio sanctae Catharinae. Haar 'vita' werd opgenomen in de Legenda aurea (3e kwart 13e eeuw) als 'CLXVIII De sancta Katherina'.
Vanwege het gebrek aan betrouwbare historische bronnen werd Catharina in 1969 met enige andere heiligen (onder wie Margaretha van Antiochië, Christoffel en op een iets andere manier Nicolaas) niet meer opgenomen in de heiligenkalender. In 2001 is zij weer teruggekomen op het Martyrologium Romanum als vrije gedachtenis; het werd onwaarschijnlijk geacht dat een dergelijke grootschalige verering op helemaal niets gebaseerd zou zijn.

## Wetenswaardigheden

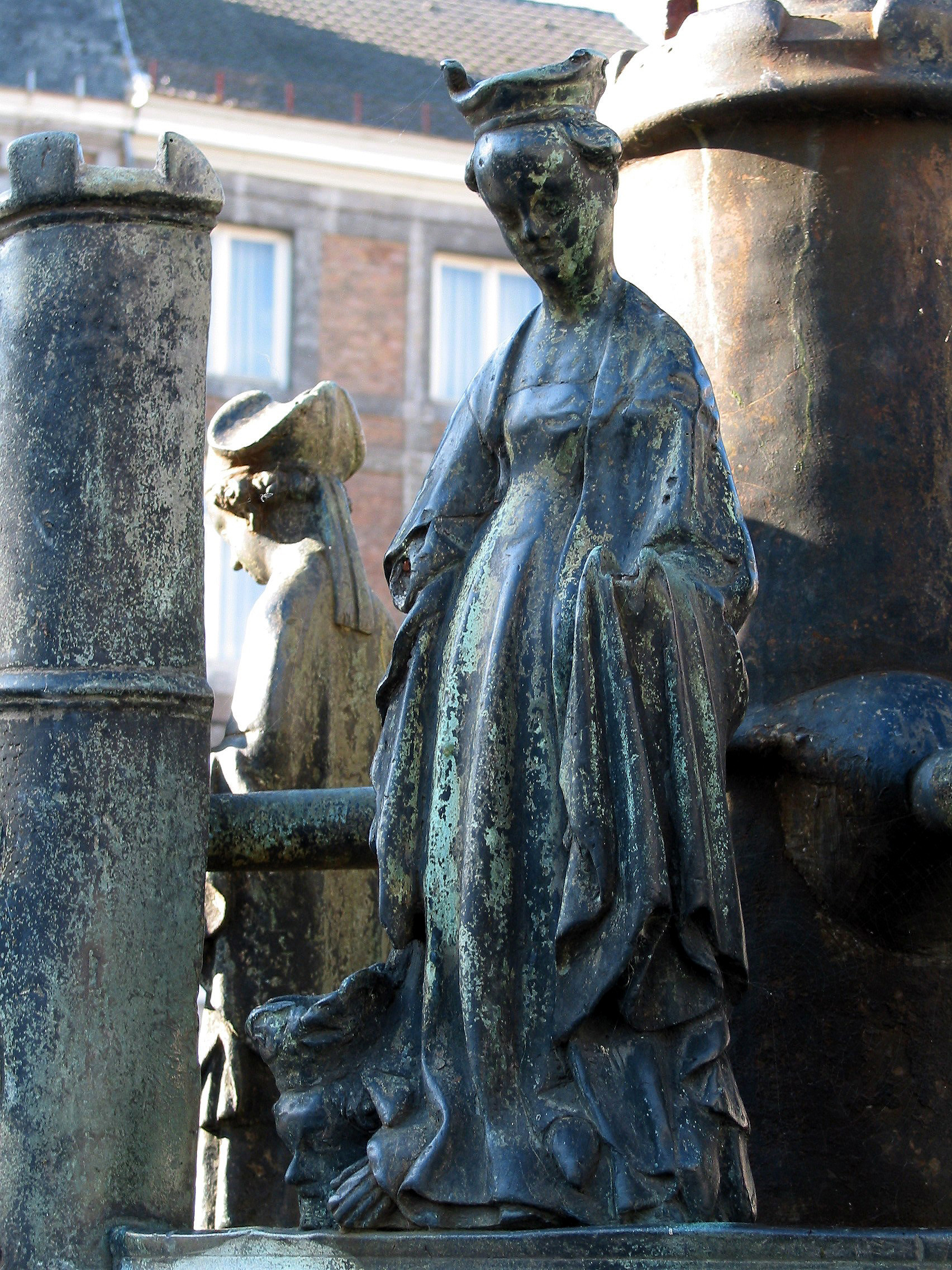
Sint Catherina. Bronzen beeldje van de fontein "Li Bassinia" Hoei.

- De naamdag van Catharina is 25 november.
- De Russisch-orthodoxe Kerk viert haar feestdag op 24 november, omdat keizerin Catharina de Grote haar naamdag niet samen wilde laten vallen met de Teruggave van het feest Opdracht van Maria in de tempel.
- Sint-Catharina is ook een merkeldag. Hierbij hoort de weerspreuk  Vriest het op Sint-Katrien, dan vriest het nog zes weken nadien.
- De 15e-eeuwse strijdster Jeanne d'Arc beweerde dat de heilige Catharina vaak aan haar verschenen was.
- Graaf Lodewijk van Male liet in 1370 een Sint-Catharina-kapel, de Gravenkapel, bouwen te Kortrijk als mausoleum voor zichzelf.
- De plaats Sint-Katrien in West-Vlaanderen is vernoemd naar deze heilige.
- De plaats Sint-Katherina-Lombeek in Brabant is vernoemd naar deze heilige. In de Sint-Katherina parochiekerk wordt er jaarlijks een viering aan haar opgedragen op zaterdag avond net voor of net na de 25ste november. De parochiezaal heet er ook de Katharinakring (Rodestraat 28, 1742 Sint-Katharina-Lombeek).
- Het begijnhof van Tongeren is vernoemd naar deze heilige.
- Rusland noemde de exclusieve Orde van de Heilige Catharina naar deze heilige.
- In de christelijke kunst is een gebroken rad het vaste attribuut waarmee deze heilige wordt afgebeeld.
- De marteldood van Catharina is het onderwerp van een schilderij van Jan Provoost (1462/5–1529).
- De Marteldood van de Heilige Catharina is het onderwerp van een schilderij van Karel van Mander in de Sint-Maartenskerk in Kortrijk
- In de San Clemente in Rome is een kapel aan haar gewijd en zijn er fresco's geschilderd over haar marteldood.
- De kathedraal van het rooms-katholiek aartsbisdom Utrecht is gewijd aan Sint-Catharina.
- Catharina is de beschermheilige van het Waterlandse dorp Zuiderwoude.
- Trijnsmelken was een gebruik in Zuid-Holland en Utrecht.
- In Amsterdams oudste, parochiale kerk, de Oude Kerk, was het eerste altaar gewijd aan de heilige Catharina van Alexandrië (289-307). Het dateert van voor 1350. De stichters en collatoren waren de graven van Holland, Willen IV, Margaretha II en haar zonen Willem V en Albrecht van Beieren.[6]